# Epania septemtrionalis
Epania septemtrionalis är en skalbaggsart som beskrevs av Hayashi 1951. Epania septemtrionalis ingår i släktet Epania och familjen långhorningar. Inga underarter finns listade i Catalogue of Life.